# Vịnh Thượng New York

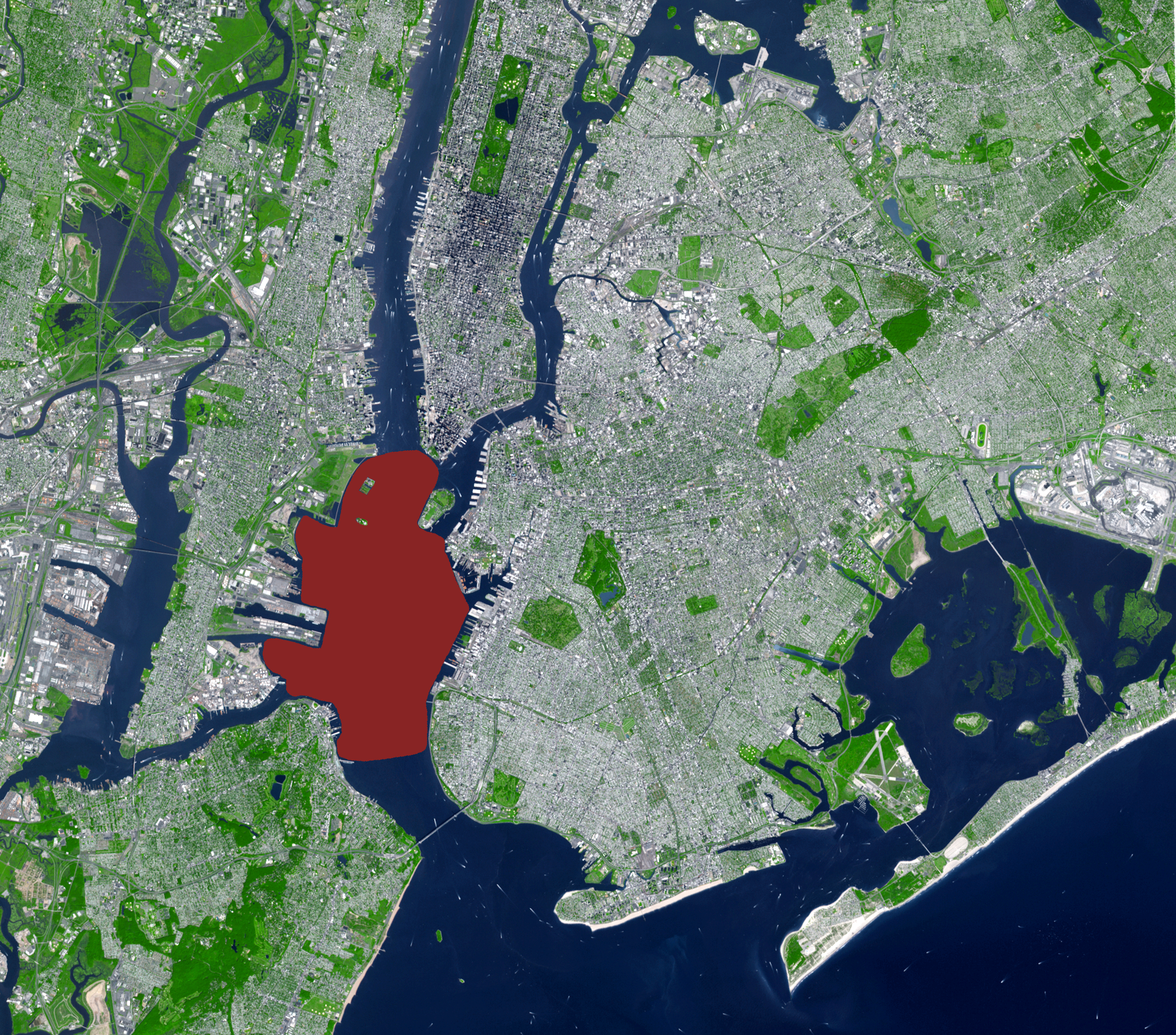
Vịnh Thượng New York được biểu thị bằng màu đỏ. Nó được nối liền Vịnh Hạ New York ở phía nam bởi The Narrows. Đảo Ellis (bắc) và Đảo Liberty (nam) được biểu thị trong góc phía tây bắc của vịnh.

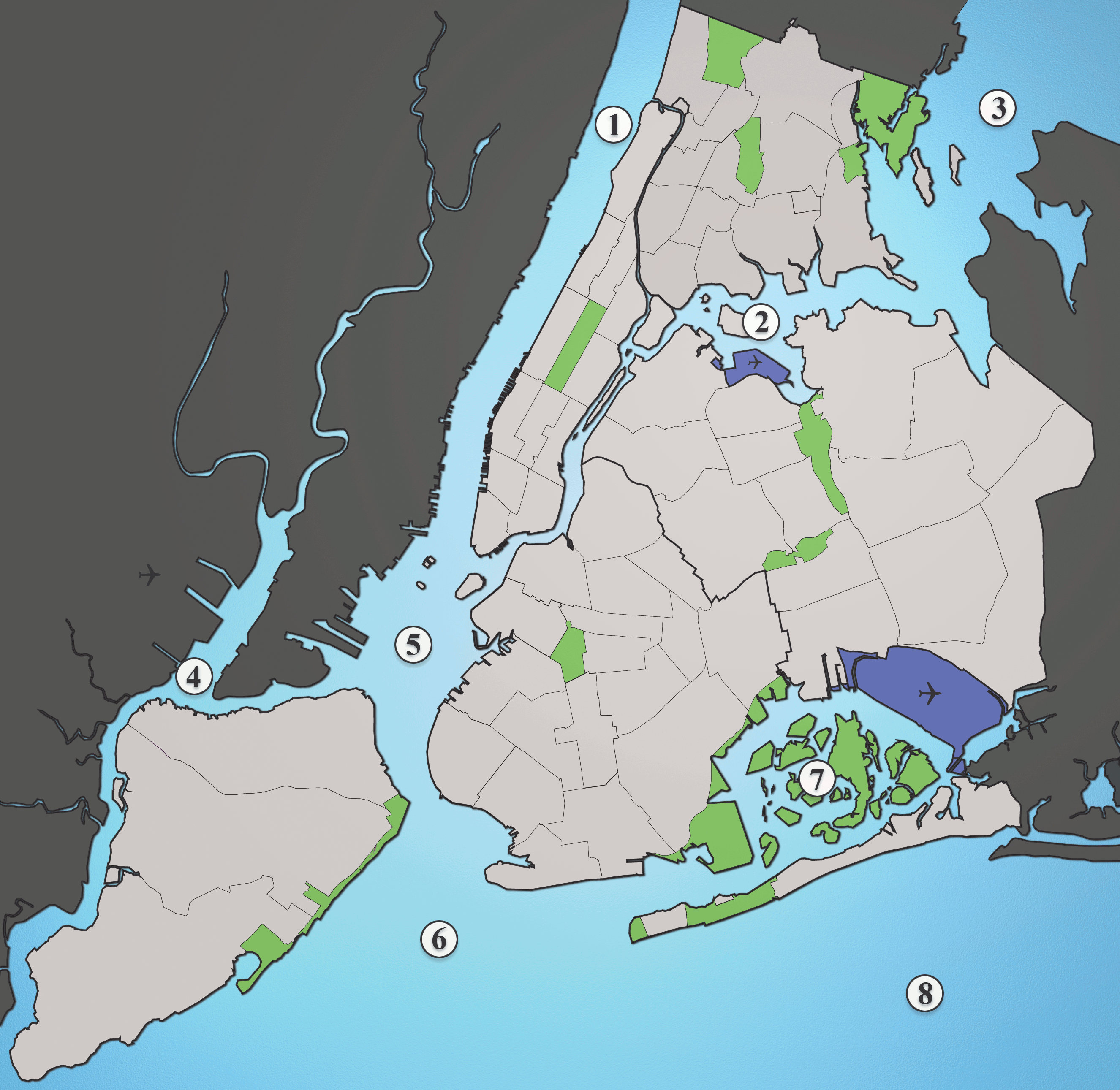
Những thủy lộ ở ngoài cửa sông Hudson: 1. Sông Hudson, 2. Sông East, 3. Vịnh Đảo Long, 4. Vịnh Newark, 5. Vịnh Thượng New York, 6. Vịnh Hạ New York, 7. Vịnh Jamaica, 8. Đại Tây Dương

Vịnh Thượng New York (tiếng Anh: Upper New York Bay hay Upper Bay) là khu vực trung tâm truyền thống của Cảng New York và New Jersey và thường được gọi là Bến cảng New York. Nó bị vây quanh bởi các quận của Thành phố New York là Manhattan, Brooklyn, Đảo Staten và các thành phố của Quận Hudson, New Jersey là Thành phố Jersey và Bayonne.
Nó nhận nước từ sông Hudson (trong lịch sử được gọi là sông Bắc khi nó chảy qua Manhattan) cũng như Kênh Gowanus. Nó nối liền với Vịnh Hạ New York qua the Narrows đến Vịnh Newark qua Kill Van Kull, và đến Vịnh Đảo Long qua sông East (có nghĩa là sông Đông nhưng dù cái tên như vậy, nó thật sự chỉ là một eo biển thủy triều). Nó làm thủy lộ chính cho nước từ sông Hudson chảy ra biển qua the Narrows. Dòng chảy của sông Hudson khi đi ngang qua bến cảng được gọi là "Anchorage Channel" và có độ sâu khoảng 50 ft tại điểm giữa bến cảng.
Vịnh có một vài hòn đảo như Đảo Governors gần cửa Sông East, Đảo Ellis, Đảo Liberty, và Đảo đá Robbins có 1 hải đăng trên đó. Đảo đá này xưa kia trong lịch sử từng là một trong những thềm đất lớn nhất có ốc hàu trên thế giới.
Trong lịch sử vịnh đóng một vai trò cực kỳ quan trọng đối với thương mại của Vùng đô thị New York. Tượng đài Quốc gia Tượng Nữ thần Tự do gợi nhớ đến hàng triệu di dân đã đến Hoa Kỳ trong cuối thế kỷ 19 và đầu thế kỷ 20.
Từ thập niên 1950, các tàu chở container bị đổi hướng chính yếu đi qua Kill Van Kull đến bến "Port Newark-Elizabeth Marine Terminal" để tiện việc chuyển hàng hóa lên bờ. Hậu quả là những ngành công nghiệp ở mặt tiền của Vịnh Thượng trải qua một thời kỳ suy sụp, dẫn đến các kế hoạch đa dạng được đưa ra nhằm tái phục hồi khu vực mặc dù việc sử dụng biển mang tính chất quan trọng vẫn tồn tại ở Red Hook, Brooklyn, Cảng Jersey, MOTBY, Constable Hook, và những phần gần bờ của Đảo Staten. Công viên Tiểu bang Liberty mở cửa năm 1976. Trong những năm vừa qua, nó đã trở thành một nơi phổ biến cho giải trí đi thuyền buồm và kayak.
Phà Đảo Staten phục vụ giao thông đường thủy qua lại trong bến cảng giữa hai địa điểm: Phố Whitehall ở mũi cực nam nhất của Manhattan gần Công viên Battery và Bến phà St. George trên Đảo Staten gần Đại sảnh Quận Richmond và Tối cao Pháp viện Quận Richmond. NY Waterway phục vụ các tuyến ngang vịnh và qua The Narrows đến những địa điểm gần Sandy Hook.
Vịnh Thượng New York là nơi có nhiều loài sinh vật biển rất đa dạng sinh sống. Người ta có thể đến đây để câu cá giải trí.